# Sebastiano Venier
Pour les articles homonymes, voir Venier.
Sebastiano Venier ou Venier est le 86e doge de Venise élu en 1577 : son dogat dure jusqu'à sa mort l'année suivante.

## Biographie

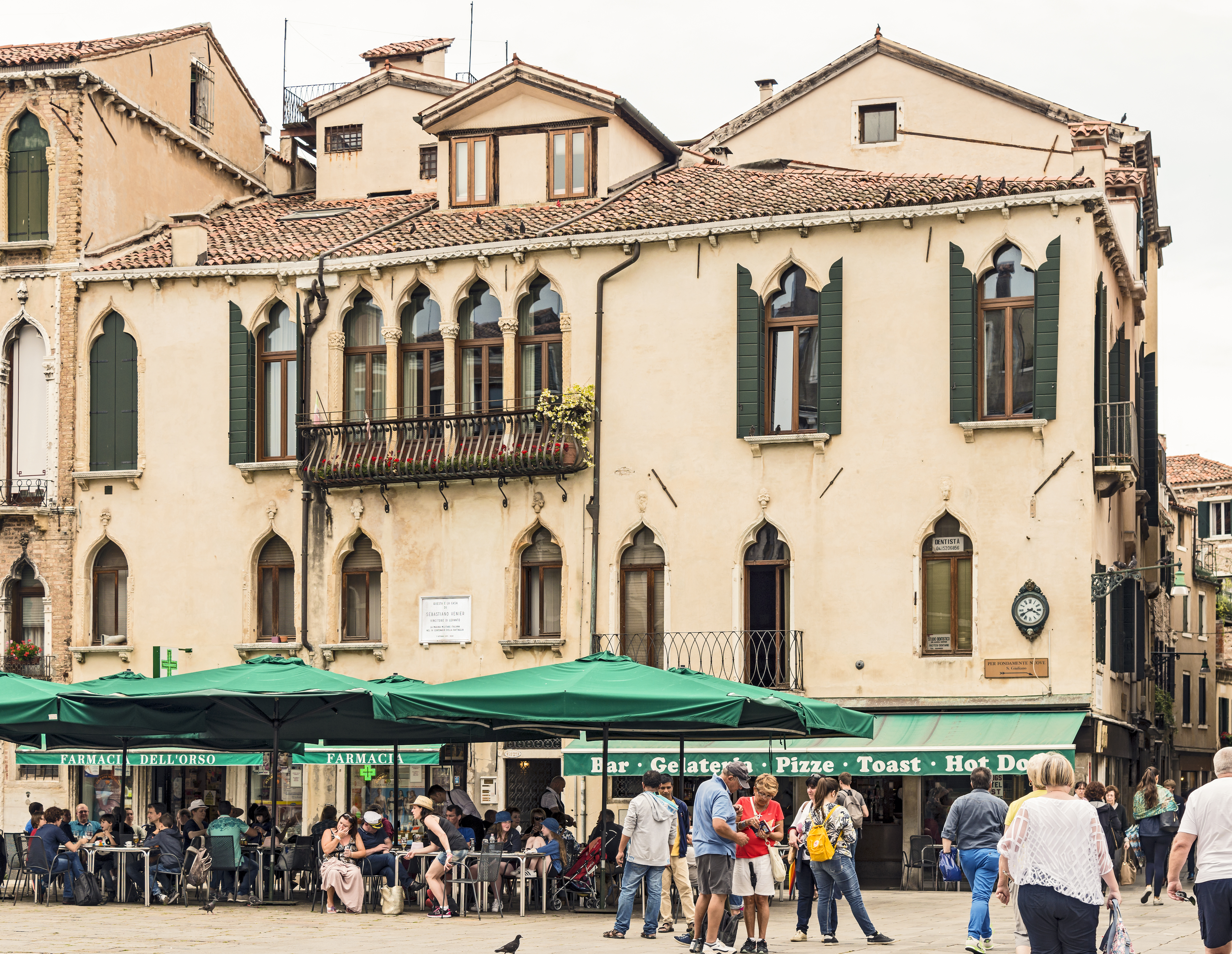
La demeure de Venier à Venise, avec une plaque commémorative

Sebastiano Venier, né vers 1496, est le fils de Mosè et Elena Donà. Bien que non diplômé, il exerce tout jeune la fonction d'avocat. Par la suite, il devient un administrateur du gouvernement de la république de Venise et gouverneur de Candie (la Crète).
Il épouse Cecilia Contarini qui lui donne une fille, Elena, et deux fils.
En 1570, il devient procurateur et en décembre, il est nommé « capitaine général de la mer » (amiral) de la flotte de Venise, et il est envoyé à la nouvelle guerre contre les Turcs.
L'année suivante (1571) il est un des acteurs de la bataille de Lépante qui voit les forces de la Ligue Sainte infliger une lourde défaite navale aux Turcs. Bien qu'âgé de 75 ans, Venier prend part aux combats aux côtés de l'amiral Agostino Barbarigo, tuant un grand nombre d'ennemis à l'aide d'une arbalète qu'un aide lui recharge. Il est blessé au pied par une flèche ennemie qu'il retire lui-même. Ses rapports avec Don Juan d'Autriche commandant de la flotte espagnole sont tendus, marqués par une aversion mutuelle.

### Le dogat
Après la paix, Sebastiano Venier rentre à Venise en héros et en 1577, à l'âge de 81 ans, il est élu doge à l'unanimité.
La même année il reçoit de Grégoire XIII la Rose d'or.
Sebastiano Venier meurt en 1578, selon certains récits du chagrin dû à l'incendie qui avait grandement endommagé le palais des Doges en 1577.

#### Sépulture
Sebastiano Venier est d'abord provisoirement enterré dans l'église de Santa Maria degli Angeli à Murano dans l'attente d'un caveau familial digne d'un doge, mais ni la famille ni la République se sont efforcés de construire un monument au vainqueur de Lépante. En 1907, les restes sont transférés à la basilique de San Zanipolo sur l'initiative de Pompeo Gherardo Molmenti, homme politique et historien de Venise.

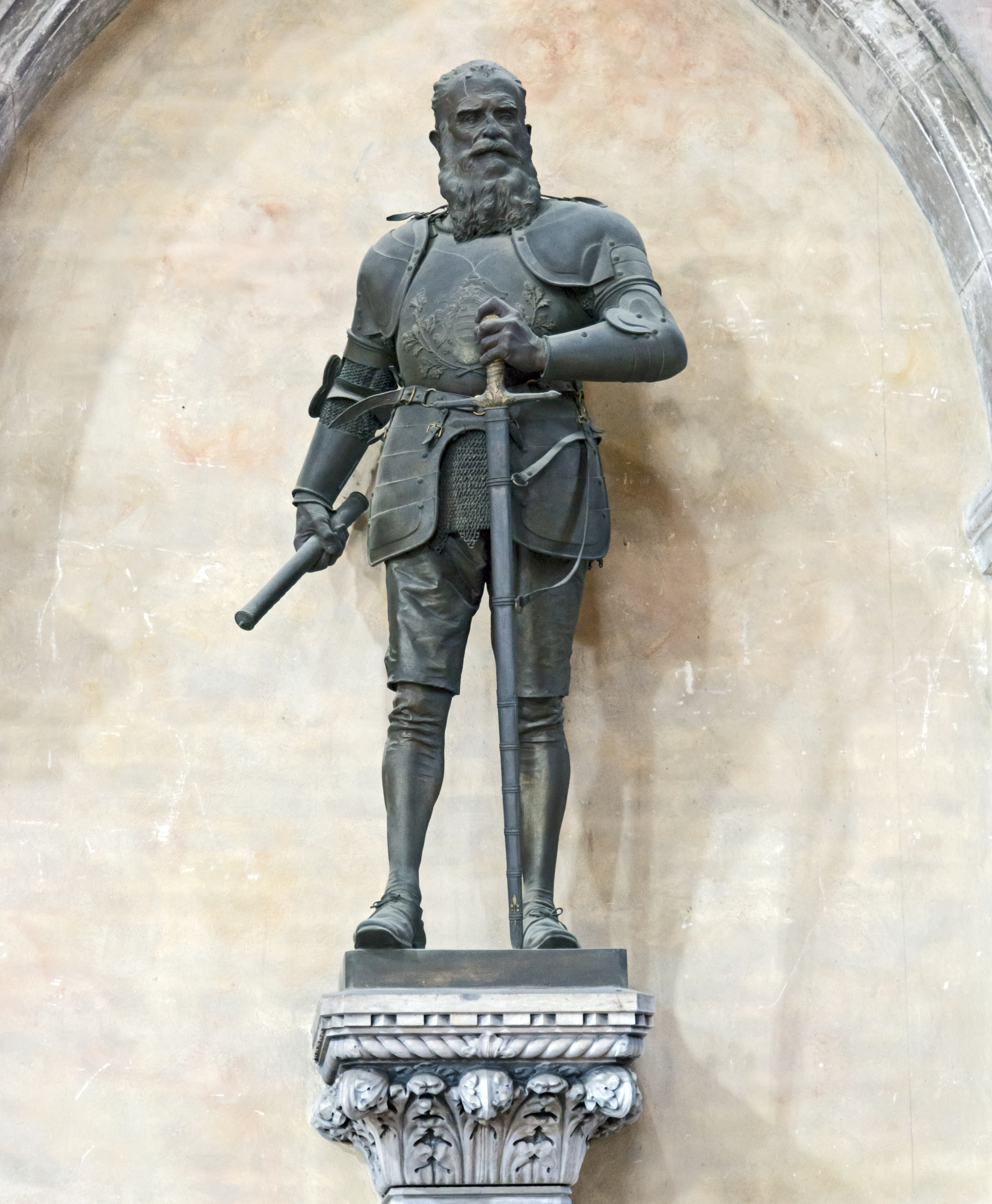
Statue de Sebastiano Venier à San Zanipolo
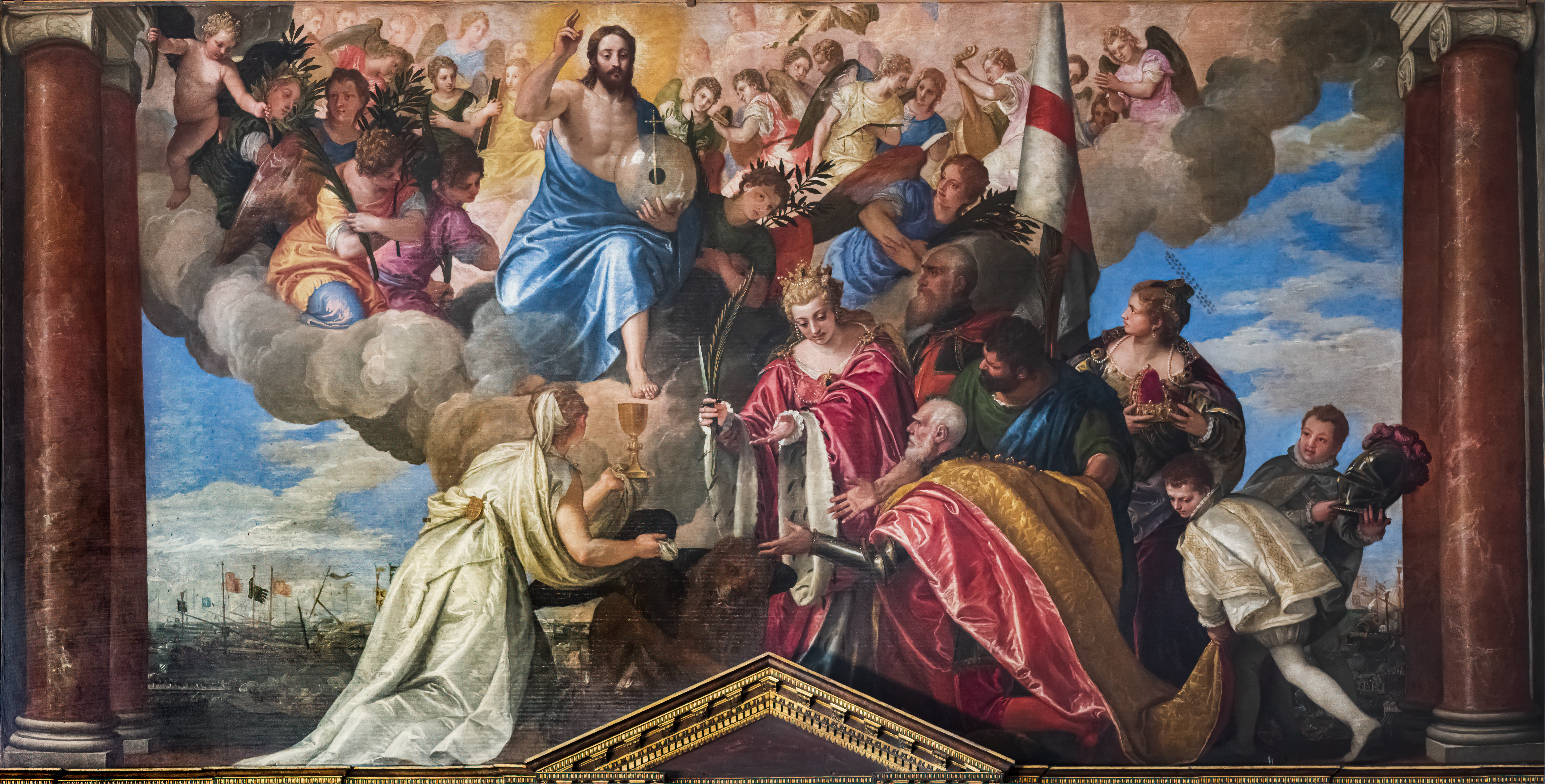
Son portrait dans le salle du conseil du Palais des doges par Veronese

## Sources
- (it) Cet article est partiellement ou en totalité issu de l’article de Wikipédia en italien intitulé « Sebastiano Venier » (voir la liste des auteurs).

- (de) Cet article est partiellement ou en totalité issu de l’article de Wikipédia en allemand intitulé « Sebastiano Venier » (voir la liste des auteurs).